# 徹底的行動主義
徹底的行動主義（てっていてきこうどうしゅぎ、英: Radical behaviorism）は、バラス・スキナーが自身の研究（実験行動分析学）の成果を基盤とし、構築した哲学である。行動主義心理学に属している。
徹底的行動主義では、行動をレスポンデント行動（誘発される行動）とオペラント行動（自発される行動）を区別して研究する。そして、先行する刺激なくとも自発されうる行動（オペラント行動）を研究するため、刺激－反応連合として行動を研究するS-R心理学(en:Stimulus–response model)とは区別される。
感情や感覚とされるものも刺激であり、認知とされるものも行動であると考え、ある特定の個体だけが知ることのできる出来事（私的出来事）も研究対象とする。私的出来事は、主観的だと排除されないが、観察された対象の信頼度には疑問があるとされる。また、認知は行動の原因ではなく説明されるべき行動であるとされる。なぜなら、内的行動は直接操作が不可能であり、行動を操作するための独立変数として利用できないと考えるためである。
環境と行動の相互作用を研究することを基調とする。
行動の説明には淘汰の歴史や生物学の知識が必要であると主張する。そのため、行動の経験性だけでなく生得性をも認めている。